# Malacanthura linguicauda
Malacanthura linguicauda är en kräftdjursart som först beskrevs av Barnard 1920.  Malacanthura linguicauda ingår i släktet Malacanthura och familjen Anthuridae. Inga underarter finns listade i Catalogue of Life.